# José Hernández (subte de Buenos Aires)
La estación José Hernández forma parte de la línea D de la red de subterráneos de la Ciudad de Buenos Aires. Se encuentra localizada debajo de la Avenida Cabildo entre las calles Virrey del Pino y Virrey Olaguer y Feliú, en el límite de los barrios de Belgrano y Colegiales. 
Posee una tipología subterránea con 2 andenes laterales y dos vías. Posee un vestíbulo superior que conecta las plataformas con los accesos en la calle mediante escaleras, escaleras mecánicas y ascensores; además posee indicaciones en braille en gran parte de sus instalaciones  y servicio de Wi-Fi público.

## Historia
Su inauguración se realizó el viernes 13 de noviembre de 1998, con la presencia del entonces Jefe de Gobierno de la Ciudad, Fernando de la Rúa. Esta estación fue terminal provisorio de la línea D antes de ser llevada a Juramento en 1999. Fue la primera estación de la red de subterráneos porteña que contó con un acceso directo para personas con discapacidad, desde la calle hasta el andén.

### Toponimia
En un principio, iba a llamarse Virrey del Pino, pero por una iniciativa vecinal su denominación fue cambiada a la actual. Cuando la inauguraron tenía el cartel de Virrey del Pino —el cambio de nombre fue efectivo al salir en el boletín oficial del Gobierno de la Ciudad de Buenos Aires— pero al poco tiempo obtuvo su denominación actual.

## Decoración
La estación se caracteriza por la presencia de cuatro murales hechos en cerámica, que son reproducciones de cuadros del pintor argentino Raúl Soldi. Se trata de las obras En el Jardín, La música, En el ensayo y Los amantes, que se encuentran expuestas actualmente en el Teatro Colón.

## Hitos urbanos
Se encuentran en las cercanías de esta:
- Embajada de México
- Escuela Primaria Común N.º 3 Esteban Echeverría
- Jardín de Infantes Integral N.º 01/10.º Athos Palma
- Biblioteca Leopoldo Lugones
- Auditorio Belgrano
- Plaza Barrancas de Belgrano

## Imágenes

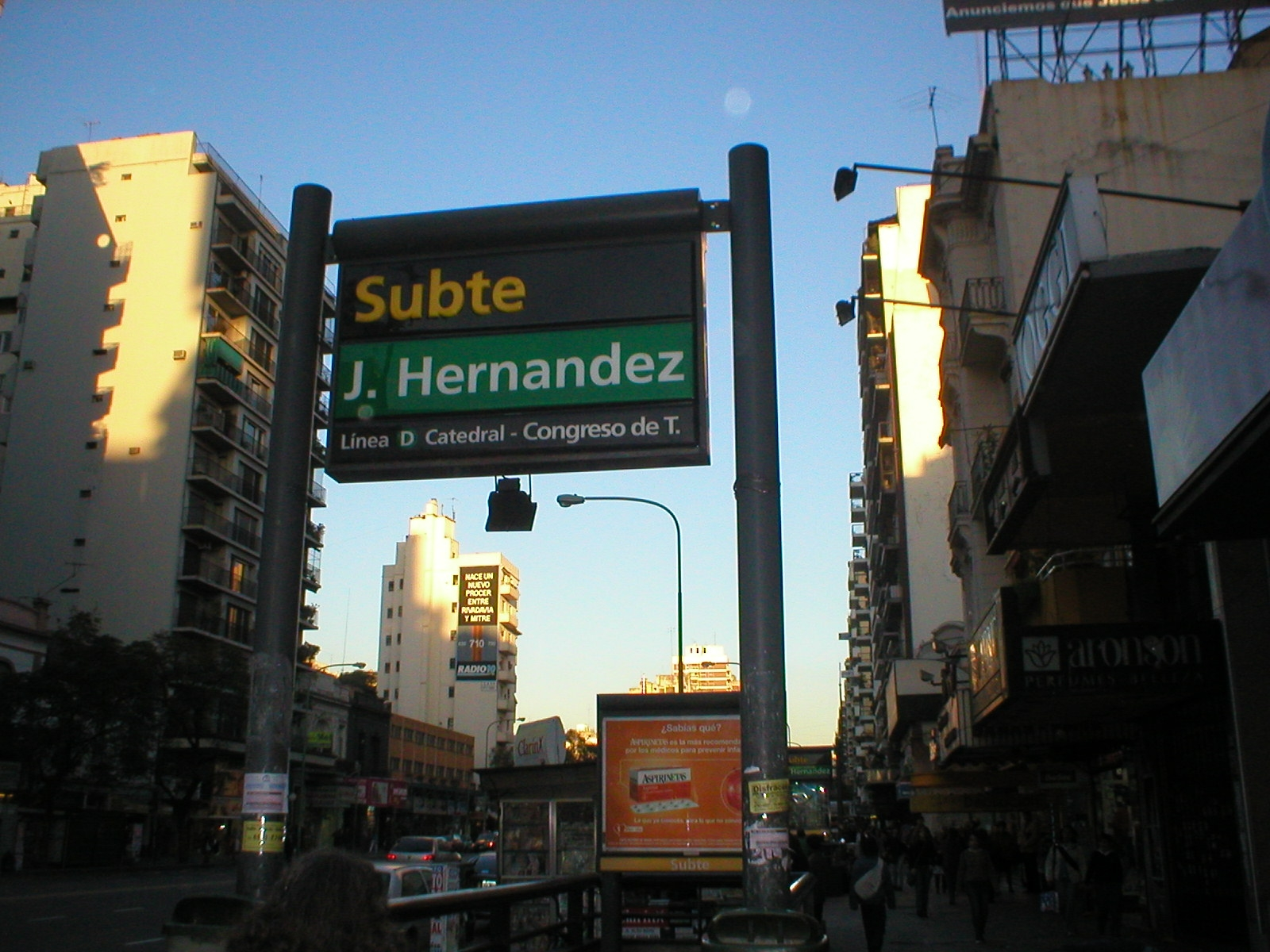
Acceso a la estación José Hernández de la línea D
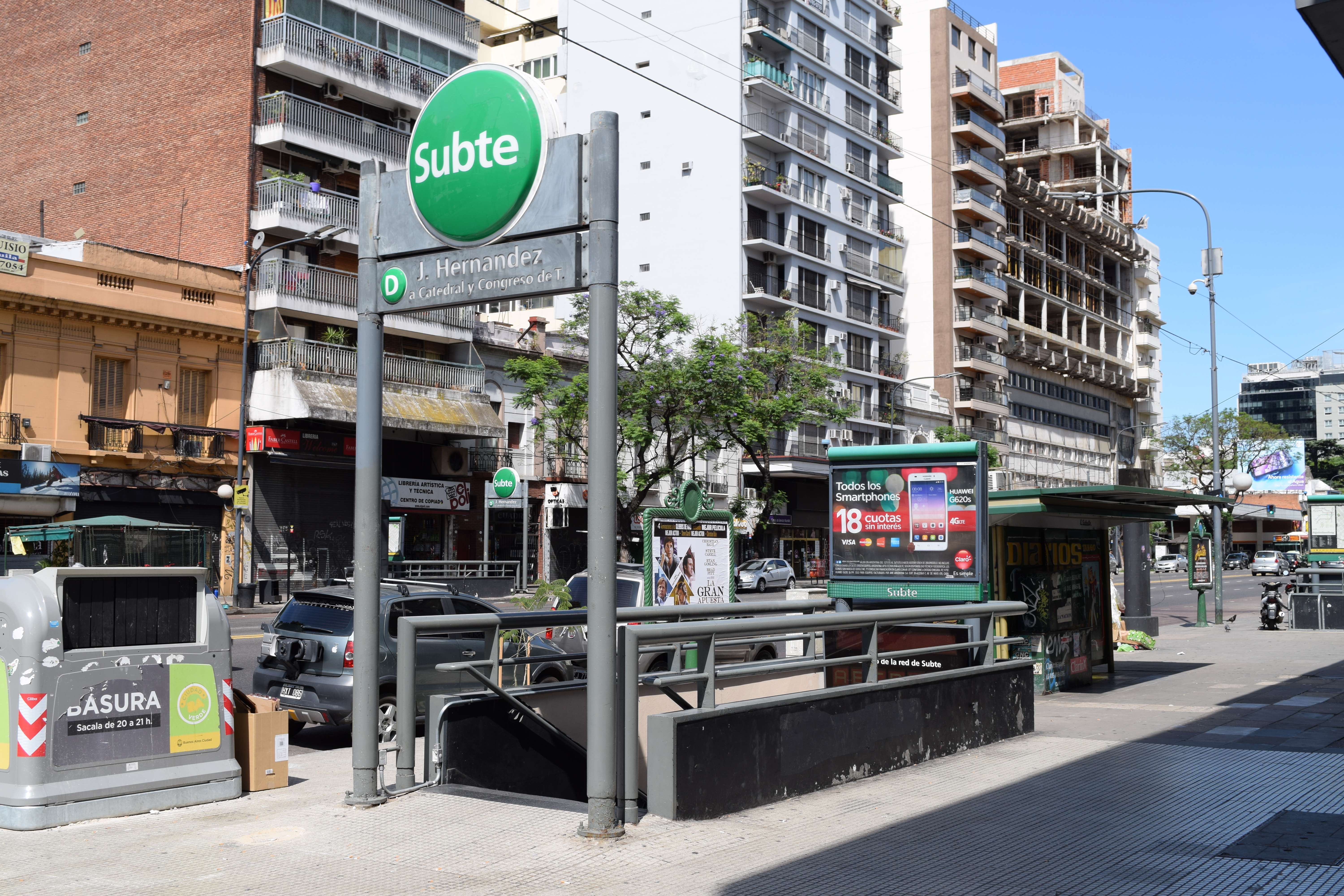
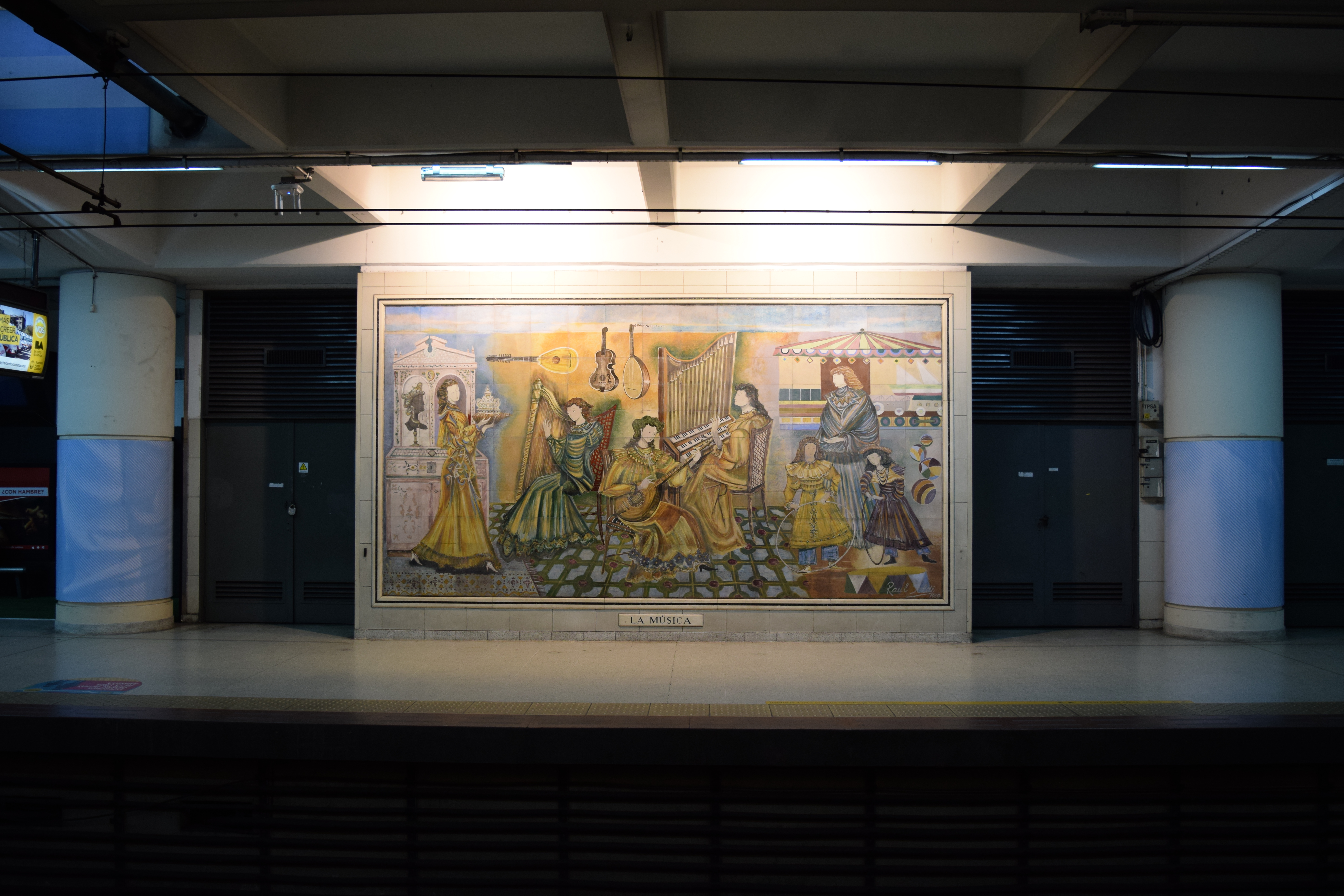
Mural "La Música"
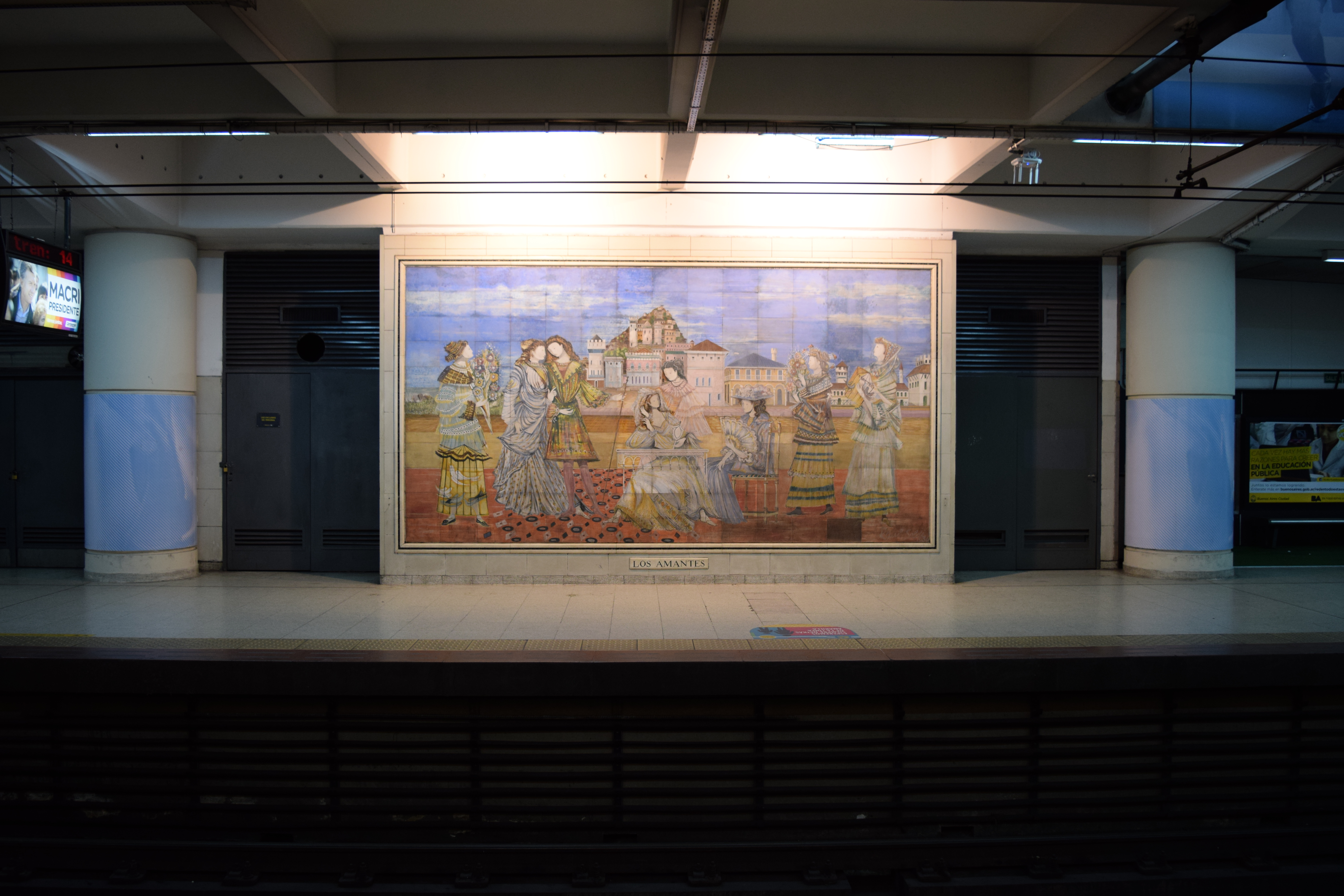
Mural "Los Amantes"
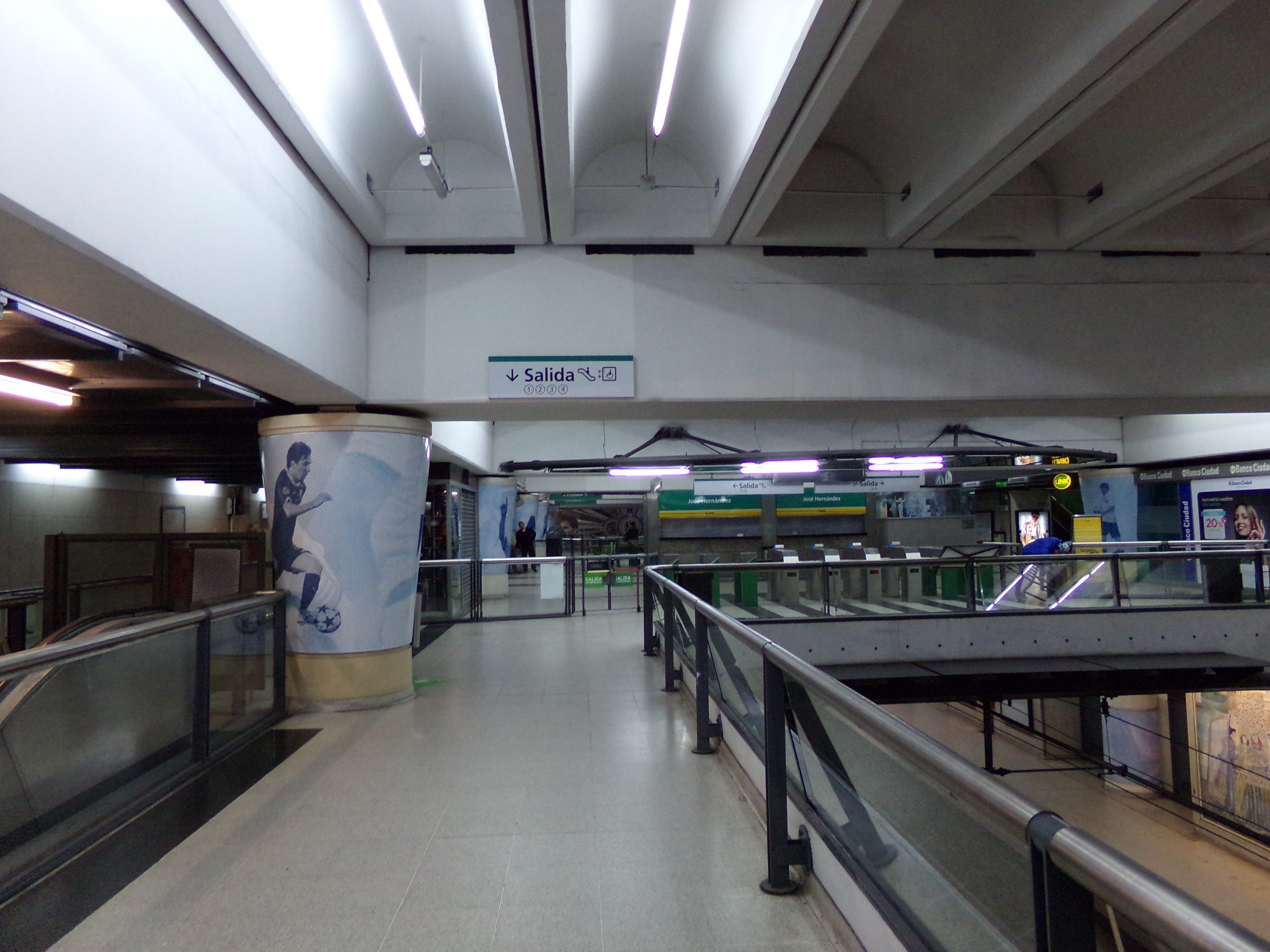
Vestíbulo principal
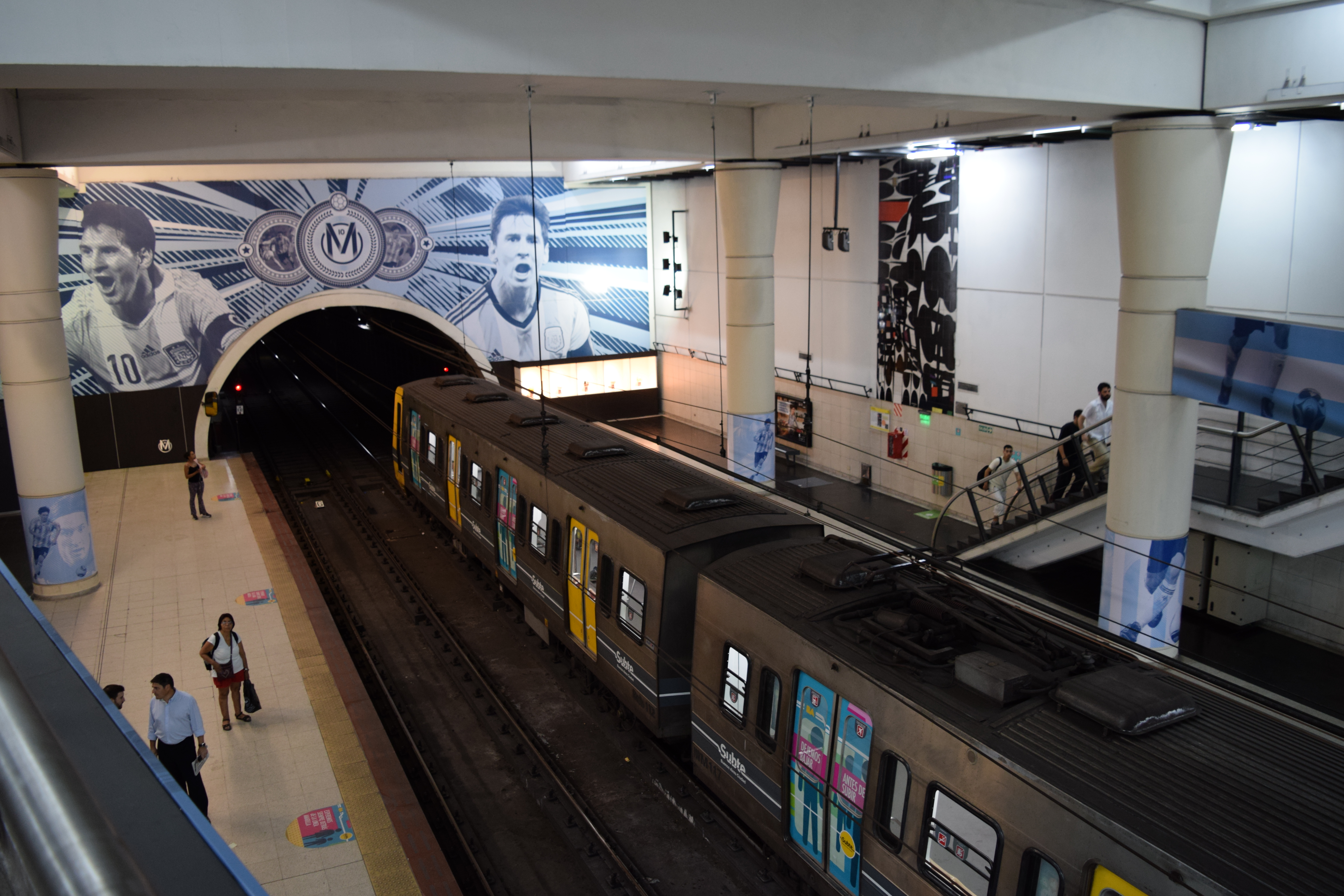
Andenes